# 河錫辰
河錫辰（韓語：하석진，1982年2月10日—），韓國男演員，名字常被音譯為河錫鎮或夏石鎮，2005年以拍攝大韓航空廣告出道。

## 個人生活

### 生日
- 農曆生日是1982年2月10日，國曆生日是1982年3月5日，星座是雙魚座。但只過農曆生日，所以每年的生日都是以農曆當天對應的國曆來慶生。

### 學業
- 2000年入讀漢陽大學機械工程學學士，在演藝活動期間反復休學，2010年畢業。

### 兵役
- 2001年10月23日入伍，2003年12月15日役滿退伍。

### 家庭
- 在家中排行老大，有一個妹妹。
- 2012年4月12日，河錫辰父親被發現在高陽市家中疑似心臟病發去世。

## 演出作品

### 電視劇
| 年份 | 平臺      | 劇名                 | 角色               | 備註     |
| 2005 | MBC       | 《悲傷戀歌》         | 哲洙               | 特别出演 |
| 2005 | SBS       | 《露露公主》         | 錫辰               | 男配角   |
| 2006 | MBC       | 《流氓醫生》         | 金珍圭             | 男配角   |
| 2007 | KBS       | 《Hello!小姐》       | 黃燦民             |          |
| 2007 | SBS       | 《如果愛，就像他們》 | 姜杰               |          |
| 2008 | SBS       | 《幸福百分百》       | 姜碩               |          |
| 2009 | MBC       | 《老婆！給我飯》     | 金潤洙             | 主演     |
| 2010 | KBS       | 《巨商金萬德》       | 姜裕智             |          |
| 2010 | tvN       | 《不可思議愛上你》   | 趙敏成             | 主演     |
| 2011 | MBC       | 《絕不認輸》         | 黎泰榮             | 男配角   |
| 2011 | SBS       | 《如果明日來臨》     | 李詠鈞             | 男主角   |
| 2012 | MBC       | 《Stand-By》         | 河錫辰             | 主演     |
| 2012 | JTBC      | 《無子無憂》         | 安誠基             | 男配角   |
| 2013 | KBS       | 《鯊魚》             | 吳俊榮             | 主演     |
| 2013 | SBS       | 《結婚三次的女人》   | 金俊九             | 主演     |
| 2014 | MBC       | 《湔雪的魔女》       | 南宇碩／南真宇     | 男主角   |
| 2015 | JTBC      | 《D-Day》            | 韓宇禛             | 主演     |
| 2016 | tvN       | 《話劇結束之後》     | 朴力               | 男主角   |
| 2016 | Drama X   | 《1%的可能性》       | 李宰仁             | 男主角   |
| 2016 | tvN       | 《獨酒男女》         | 陳商／陳政錫       | 男主角   |
| 2017 | MBC       | 《自體發光辦公室》   | 徐宇振             | 男主角   |
| 2018 | tvN       | 《致忘了詩的你》     | 河錫辰             | 特別出演 |
| 2018 | KBS 2TV   | 《你的管家》         | 金知雲             | 男主角   |
| 2019 | tvN       | 《愛的迫降》         | 李武赫             | 特別出演 |
| 2020 | MBC       | 《當我最漂亮的時候》 | 徐鎮               | 主演     |
| 2021 | JTBC      | 《月刊家》           | 李世勳             | 特別出演 |
| 2021 | MBC       | 《衣袖紅鑲邊》       | 說書故事中史道大人 | 特別出演 |
| 2021 | TVING     | 《米蟲的一日三餐》   | 金載浩             | 男主角   |
| 2022 | tvN       | 《Blind》            | 柳成勳             | 主演     |
| 2025 | Channel A | 《代替旅行》         | 車英勳             | 特別出演 |
| 2026 | KBS 2TV   | 《恩愛的盜賊大人》   | 朝鮮國王燕山李奎   | 主演     |

### 電影
| 年份 | 片名                     | 角色   | 備註     |
| 2006 | 《See You After School》 | 姜載久 | 男配角   |
| 2006 | 《誰上我的床》           | 金泰堯 | 主演     |
| 2007 | 《無法阻擋的婚姻》       | 黄文白 | 男主角   |
| 2008 | 《夏日密語》             | 尹洙   | 男主角   |
| 2009 | 《青年暴徒猛進歌》       | 泰軍   |          |
| 2016 | 《按讚情人》             | 姜民浩 | 特別出演 |
| 2024 | 《전력질주》             | 강구영 | 男主角   |

### MV
- 2005年：M TO M《三個字》（與鄭少英、金興銖）
- 2005年：SG Wannabe《罪與罰》[2]（與韓銀貞、徐俊英）
- 2005年：SG Wannabe《活著》（《罪與罰》續集，與韓銀貞、徐俊英）
- 2006年：張慧貞《火花》
- 2006年：SeeYa《女人的香氣》（與金敏俊、車藝蓮）
- 2006年：SeeYa＆SG Wannabe《因為愛你》（《女人的香氣》續集，與金敏俊、車藝蓮）
- 2007年：SG Wannabe《Stay》（與申敏希）
- 2007年：Monday Kiz《善良的男人》、《男人阿》（與鄭宇、申澀琪、元泰希）
- 2007年：SeeYa《悲傷的腳步》
- 2007年：SeeYa《結婚吧》
- 2007年：南奎里《深夜飛行》[3]
- 2008年：2008情歌合集《戀人》（與宋承憲、朴容夏、李沇熹）
- 2009年：申昇勳《接近天空》[4]
- 2013年：SPEED《悲傷約定》（與朴寶英、池昌旭、金英浩、孫娜恩、鄭少英、崔智妍）
- 2013年：SPEED《It's Over》（與朴寶英、池昌旭、金英浩、孫娜恩、鄭少英、崔智妍）
- 2014年：JD（feat俞世潤）《Hotel-Lobby》
- 2015年：許閣《在那天我的背後（Along The Days）》

### 綜藝節目
| 年份      | 平臺      | 節目名稱                            | 備註                                                                                             |
| 2009      | XTM       | STAR N' the CITY - Road Trip USA    | Part.2 固定出演                                                                                  |
| 2010      | MBC       | 女演員的管家                        | 與柳時元、魯敏宇、玉澤演、佑榮、李起光、李弘基                                                   |
| 2014      | Ystar     | The Friend in 宿霧                  | 與李載允、劉河俊                                                                                 |
| 2015—2019 | tvN       | 大腦性感的時代—問題的男人           | 2015年2月26日至2019年6月10日，與全炫茂、李章元、金知碩、Tyler Rasch、朴經、Rap Monster（已退出） |
| 2016      | tvN       | 話劇結束之後（연극이 끝나고 난 뒤） | 7月2日至8月20日                                                                                  |
| 2019      | tvN       | 問題性男人—腦遊蕩團                 | 2019年11月21日至今，為大腦性感的時代—問題的男人第二季                                            |
| 2019      | tvN       | 週三美食匯                          | 2019年5月28日至10月8日為固定班底                                                                 |
| 2023      | Netflix   | 魔鬼的計謀                          | 固定嘉宾                                                                                         |
| 2025      | Channel A | 브레인 아카데미                     | 固定嘉宾                                                                                         |

## 獲獎
- 2008年：SBS演技大賞—New Star賞《幸福百分百》

## 粉絲見面會
- 2024年1月20日 ：河錫辰見面會2024台北站（2024 Problematic HA SEOK JIN Fan Meeting Tour In Taipei ）
- 2024年2月3日 ：河錫辰新加坡粉絲見面會（Problematic HA SEOK JIN Fan Meeting Tour in Singapore）

## 外部連結
- C-jes Entertainment 
- 河錫辰的X（前Twitter）
- 河錫辰的Facebook專頁
- 河錫辰的Instagram帳戶
- 河錫辰的新浪微博 （页面存档备份，存于） （简体中文）
- 河錫辰的韓國官方粉絲頁 （页面存档备份，存于） 